# 海旋板屬
海旋板屬（學名：Helicoplacus）是一类形態特殊的已灭绝棘皮动物，是海旋板綱下的模式屬。生存在寒武纪早期的海洋中。

## 描述
海旋板屬的身體長約7公分，身體覆有骨板，骨板间能够相对运动而使身体能够膨胀或收缩。和海星、海膽等典型的棘皮動物不同，海旋板屬的身體不具五重對稱性，而是有一條螺旋形的食物溝環繞在體表，負責運送食物到被認為在其體側的口中。
一般認為海旋板屬以海中的懸浮有機物為食，生活在中等深度、含氧量高的海域，確保有足夠強的水流來供應穩定的食物來源。

## 物種
海旋板屬下現有兩個物種受到承認：Helicoplacus curtisi和Helicoplacus guthi，其中Helicoplacus guthi是以其化石的發現者，Peter Guth的姓所命名。然而，Wilbur (2006) 認為該標本實際上是一個保存不佳的Helicoplacus gilberti標本。該化石長3.3公分，來自加利福尼亞州波萊雷的寒武紀地層。